# Cherry Tree Hill
Cherry Tree Hill är en kulle på Barbados.   Den ligger i parishen Saint Peter, i den norra delen av landet, 19 km norr om huvudstaden Bridgetown. Toppen på Cherry Tree Hill är 260 meter över havet.